# Homonímia
A homonímia („hason(ló)nevűség”, „azonosalakúság”) két szó – esetleg egyéb nyelvi elem, például szókapcsolat – közötti véletlen egybeesés, amikor írásképük (és többnyire hangalakjuk is) azonos, de a jelentésük különbözik. (Például vár mint 'erődítmény' és vár 'valamit, valakit'.) Ez a jelenség minden nyelvben előfordul. Az ilyen szavakat, kifejezéseket, amelyek homonimek egymással, homonimáknak nevezzük (ez utóbbi két szó rövid i-vel írandó).
Az elnevezés a görögből ered, és szó szerint hasonlónevűséget jelent. Már Arisztotelész is foglalkozott vele az i. e. 4. századi művében, az Organonban: ő a „zóon” (ζωον) példát hozza fel, amely szónak két, egymástól független jelentése van: „élőlény” és „képmás”.

## A szavak szintjén

### Azonos alakú szavak
Példák:
- ír (írásban lejegyez) és ír mint népnév
- légy (repülő rovar) és légy (legyél)
- ér (vérér, vízfolyás) és ér (odaér)
- hold (bolygó körül keringő égitest) és hold (területegység)
- velem (pl. válasz a Kivel? kérdésre egyes szám első személyben) és Velem (település)
- szerelem (érzelem) és szerelem (a szerel ige egyes szám első személyű tárgyas ragozása)

Nevezetes példa az ár szó, amelynek négy teljesen független jelentése van:
- cipészszerszám
- folyó (áramló) víz
- pénzben kifejezett érték
- területegység (száz négyzetméter)

„Földmérő küzd öllel, árral; / árhivatal szökő árral, / ármentő a szökőárral, / suszterinas bökőárral.” (Bencze Imre: Édes, ékes apanyelvünk)

### Igenévszók
A magyarban nyelvtörténetileg jellemzőek az igenévszók, például nyom, les, fagy, zár, amelyek jelentése rokon, és igeként és főnévként egyaránt használhatók. Ezek azonos tőből erednek; nem függetlenek egymástól. (Nem tartoznak ide azok a szavak, ahol főnév és ige úgy esik egybe, hogy jelentésük független egymástól.)

### Összetett szavak homonímiája
Egyes esetekben különféle elemekből létrejövő összetett szavak esnek egybe, például
- közellátás (a köz ellátása, illetve közelre látás),
- csipkeverő (csipkét verő, illetve csipeket keverő).

Elválasztáskor már jelölni lehet a kívánt értelmet, például meg-int (megró, figyelmeztet) és me-gint (újra, ismét), l. AkH.12 233.
A szövegszerkesztők számára jóval több összetétel homonímiája okozhat gondot, például nem tudják, hogy a cumisüveg tagjai cumis + üveg, nem pedig cumi + süveg. Az -ok, az -ének és az -ét toldalékokat gyakran összetételi tagként értelmezik, és hibásan választják el: *játék-ok (mintha ’játékra indító ok’ lenne), helyesen játé-kok; *könyv-ének (mintha ’a könyv éneke’ lenne), helyesen köny-vének; *termék-ét (ahol az ét az étcsokoládé szóban szereplő előtag), helyesen termé-két.

## A szavak alatti és feletti nyelvi szinteken

### Toldalékok közti homonímia
Toldalékok is lehetnek azonos alakúak. Például:
-at/-et
- főnévképző (igéből főnév): huzat (légmozgás), veret (díszítés)
- műveltető képző (igéből ige): húzat (húzni kényszerít), veret (megverni parancsol)

Hasonló példa a -t mint a múlt idő jele és mint tárgyrag.

### Szerkezeti homonímia
Szószerkezetek (szintagmák) is lehetnek azonos alakúak, de más jelentésűek. Fontos különbség a fentiekkel szemben, hogy itt a homonímia nem a szemantika szintjén jelenik meg, hanem a szintaxis (mondattan) szintjén. Ilyenkor tehát ha a szavakat más szavakkal helyettesíthetjük, akkor is megmarad a kétértelműség, mivel az magából a szerkezetből fakad.
az anya szeretete
- az anyai szeretet, amikor az anya szeret (genitivus subiectivus)
- az anya iránti szeretet, amikor az anyát szeretik (genitivus obiectivus)

Az oroszlán simogatása veszélyes.
- Veszélyes, ha az oroszlán megsimogat minket.
- Veszélyes, ha megsimogatjuk az oroszlánt.

## Homográfia és homofónia megkülönböztetése
A homonímia mint azonosalakúság önmagában véve utalhat az íráskép és a hangalak azonos alakjára is. Ez a magyarban általában nem jelentős, mivel a magyar alapvetően fonetikus (fonémikus) nyelv (l. átírás), így ez a kettő túlnyomórészt egybeesik. Ahol mégis meg lehet különböztetni őket, ott
- az írásmód azonosságát homográfiának,
- a hangalak azonosságát pedig homofóniának nevezzük.

### A magyarban
A magyarban többek közt az alábbiaknál fordul elő, hogy a homonímiának csak az egyik változata jelenik meg a kettő közül:

#### Csupán homográfia
- egyek: 'én egyek', igeként, ejtése [egyek]; illetve 'mi egyek vagyunk' jelentésben, számnévként, ejtése [eggyek]
- félre: 'arrébb, el az útból', ejtése [férre]; illetve 'feles állásba', ejtése [félre]

#### Csupán homofónia
A csupán homofón párok főbb csoportjai a következők:
- A j és ly betű azonos kiejtése, pl. fogjuk (megragadjuk) és foglyuk (madaruk, ill. rabjuk) és hasonló esetek
- Ha két külön szóról van szó, akkor ez is homofónia: hajó (vízi jármű) és ha jó (állítás (pl. Ha jó leszel...))
- Kis és nagy kezdőbetű eltérésével, pl. kovács és Kovács
- Magyar szó és idegen írásmódú szó egybeeső kiejtése, pl. show és só
- A kiejtésnek megfelelően és a szóelemző írásmód alapján írt szavak egybeesése: fonnyad (’elfonnyad’) és fonjad
- Kombinált esetek: magyar és idegen tulajdonnevek köznevesülése, pl. Háry János és háryjános (nagyotmondó alak), illetve Récamier és rökamié

### Más nyelvekben
Az olyan nyelvekben, amelyek írása nem fonetikus, például az angolban és a franciában, sokkal több hasonló szópár akad. Az angolban például listákon tartják számon az azonos hangzású, de eltérő írású szavakat; a homonym itt az azonos kiejtésű (homophone), de más jelentésű és más írásmódú (homograph) szavakra utal. Lásd például: homofónia az angolban Archiválva 2004. december 11-i dátummal a Wayback Machine-ben és a németben, homográfia a thaiban)

## Poliszémia
Nem beszélünk homonímiáról akkor, ha a két azonos hangzású szó jelentése nem teljesen független egymástól, kimutatható köztük a rokonság: ilyenkor poliszémiáról, többértelműségről beszélünk. Ennek példája a toll szó, ahol a mai toll mint íróeszköz a lúdtollból fejlődött ki, amely viszont a madártollra utalt – egyezésük tehát nem merő véletlenszerűség, mint a fentieknél. Hasonló eset a körte (gyümölcs és hasonló alakú izzó), valamint a levél is (falevél és írott üzenet).
A homonimák (ahol a jelentések függetlenek egymástól, például ár) a szótárban külön címszóként szerepelnek, míg a többjelentésű (poliszém) szavak (például toll) egy címszó alatt, számozással jelölve vannak megadva.

## Ami nem homonímia
Az angolban hasonló hangalakúságra többféle példát találunk: „Too much to do in two days” („Túl sok a két napi tennivaló”), bár valójában a fenti mondatban található too és two sem teljesen homofón, mert a „t” hangot másképp ejtik bennük.
Ahol már minimális különbség is van, legyen az beszédhang, hangsúlyozás vagy épp a szünet (például az akar és az a kar) között, ott nem beszélhetünk homonímiáról, hanem ez az illető különbség megkülönböztetésre képes voltát bizonyítja. Például a kor és a kór szó majdnem azonosan hangzik, különbségük mégis elegendő ahhoz, hogy a magyarban az o és az ó hangot önálló fonémának tekinthessük. Hasonló ellenpélda szó feletti nyelvi szinten: "Mondtam, kislány, este, ne menj ki a térre" / "Mondtam, kislány, este ne menj ki a térre!"

## Homonímia a Wikipédiában
A Wikipédiában, a szócikkek címében is előfordul homonímia; ilyen esetekben egyértelműsítő lapok segítik a tájékozódást.

## Külső hivatkozások
- Nádasdy Ádám: A strukturális homonímia
- Nádasdy Ádám: Antihomonim konspiráció? Archiválva 2008. február 10-i dátummal a Wayback Machine-ben
- Szavak értelmének egyértelműsítése – WSD, angol nyelvű